# Рыжаков Александр Петрович
Александр Петрович Рыжаков (25 июня 1962, Омск) - Кандидат юридических наук, профессор, заслуженный работник высшей школы РФ, Ветеран труда.
Профессионал с более чем тридцатилетним опытом работы в юридической области.  Высшее юридическое образование он получил в Омской высшей школе милиции МВД СССР. В течение более 20 лет Рыжаков служил в органах внутренних дел, занимая должности следователя в следственных подразделениях разного уровня и участвуя в деятельности следственной группы ГСУ МВД СССР.
С 1 сентября 2007 года он является профессором кафедры уголовно-правовых дисциплин Тульского филиала НОУ ВПО "Международный юридический институт". Ранее, с мая 1999 года, он занимал должность профессора кафедры правовых дисциплин в Тульском государственном педагогическом университете имени Л.Н. Толстого.
Рыжаков активно участвует в научной жизни: он является членом редакционных коллегий журналов "Правовой аспект" и "Юрисконсульт в строительстве", а также редакционного совета журнала "Советник юриста". Кроме того, он входит в организационный комитет Международных научных и практических конференций и является участником Международной ассоциации содействия правосудию. Александр Петрович является автором более 1700 научных работ, включая 170 монографий и учебников, а также 16 CD-ROM дисков, посвящённых уголовному, гражданскому и арбитражному процессу. Он также написал переиздаваемые учебники по уголовному процессу и правоохранительным органам для высших и средних профессиональных учебных заведений.
Общий объём его публикаций превышает 10 212 авторских листов. За свою службу в органах внутренних дел и вклад в высшее юридическое образование он был удостоен множества наград, включая медали "За безупречную службу" III и II степени от Министра внутренних дел СССР и России, а также медаль к 200-летию МВД России в 2002 году. В 2010 году он получил звание "Заслуженный работник высшей школы Российской Федерации".